# Stanthorne and Wimboldsley
Stanthorne and Wimboldsley är en civil parish i Cheshire West and Chester i Cheshire i England. Det inkluderar Stanthorne och Wimboldsley. Orten har 271 invånare (2001). Skapad 1 april 2015.